# Jutland
Ne doit pas être confondu avec Gutland.
 (décembre 2023).
Si vous disposez d'ouvrages ou d'articles de référence ou si vous connaissez des sites web de qualité traitant du thème abordé ici, merci de compléter l'article en donnant les références utiles à sa vérifiabilité et en les liant à la section « Notes et références ».

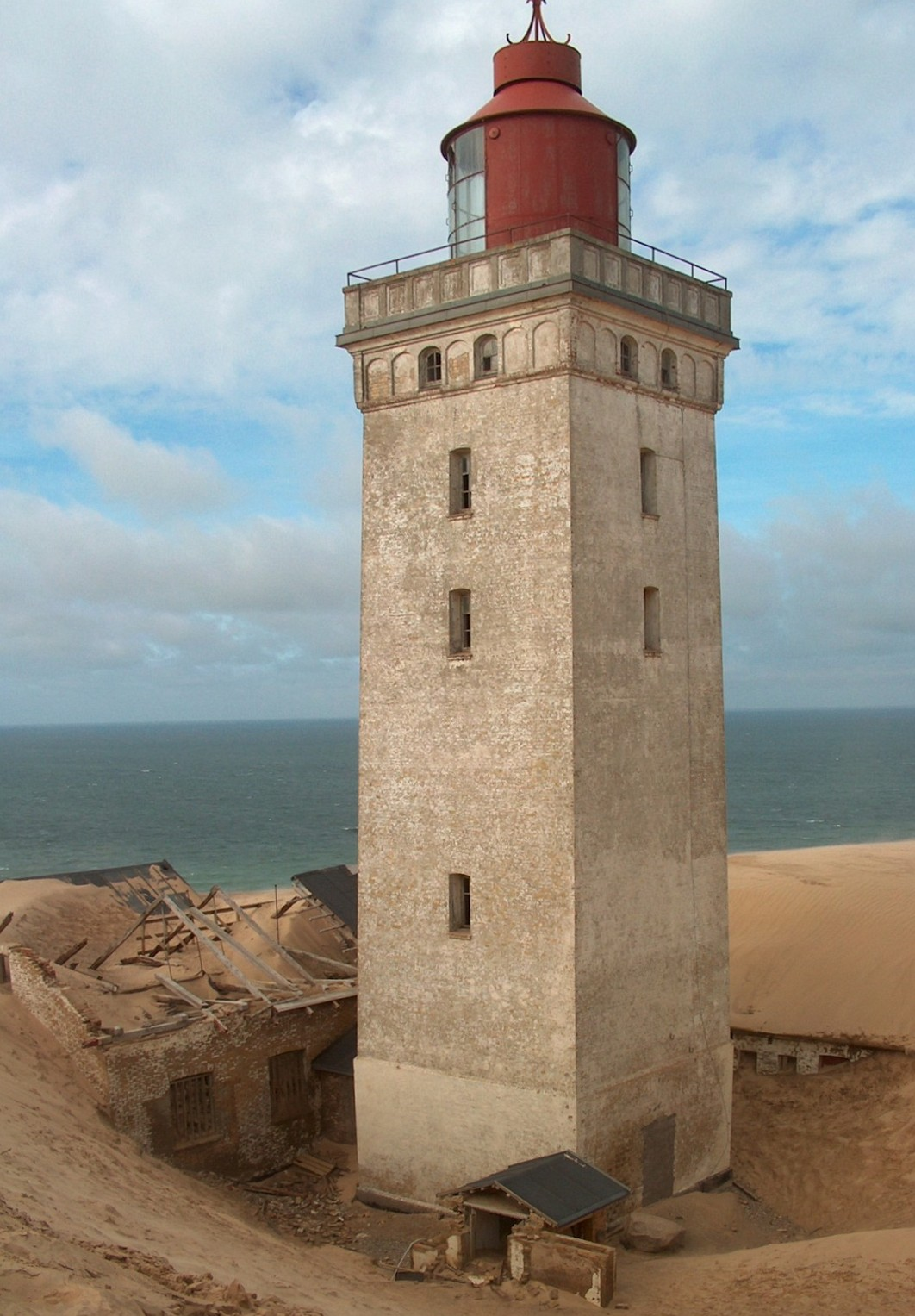
Le phare Rubjerg Knude au Jutland.

Le Jutland (Jylland en danois et Jütland en allemand) est la péninsule formant la partie continentale du Danemark.

## Étymologie
L'origine du nom Jutland est associée à la présence du peuple des Jutes, connu historiquement au Ve siècle.

## Géographie
Le Jutland est baigné à l'ouest par la mer du Nord, au nord-ouest par le Skagerrak, au nord-est par le Cattégat et à l'est par le Petit Belt (détroit qui relie le Cattégat à la mer Baltique). Au sud, elle est limitée par la frontière germano-danoise.
De 1970 à 2006, il était formé de sept amter (départements) : 
- Jutland-du-Nord (Nordjylland) ;
- Jutland-du-Sud (Sønderjylland) ;
- Ribe ;
- Ringkjøbing ;
- Viborg ;
- Vejle ;
- Århus.

Superficie : 29 776 km2. Population au 1er janvier 2007 : 2 513 601 habitants (84,41 hab./km2).
Depuis le 1er janvier 2007, le Jutland est réparti sur trois régions danoises :
- le Jutland du Nord ;
- le Jutland central ;
- et le Danemark-du-Sud.

## Péninsule cimbrienne
Au sens large, le Jutland comprend également le land allemand du Schleswig-Holstein,
mais le terme plus correct pour cette péninsule entière est en allemand kimbrische Halbinsel (de) (péninsule cimbrienne), dérivé de l'ancien peuple des Cimbres.

## Histoire
Cette région européenne a connu d'importantes destructions lors du passage d'un ou deux mégatsunamis créés par l'effondrement d'une partie du plateau continental (effondrement de Storegga) à l'ouest de l'actuelle Norvège. Cet évènement marque probablement l'insularisation de l'Angleterre qui était antérieurement, depuis la fin de la dernière glaciation connectée avec le Danemark par une zone appelée Doggerland par les archéologues (aujourd'hui submergée).
Le Jutland a aussi donné son nom, le 31 mai 1916, à l'une des plus grandes batailles navales de tous les temps, qui se déroula au large de la côte ouest de la péninsule, opposant la Grand Fleet britannique de l'amiral Jellicoe à la Hochseeflotte allemande de l'amiral Scheer.